# Baňatka obecná
Baňatka obecná (Brachythecium rutabulum) patřící do čeledi baňatkovitých (Brachytheciaceae), je jeden z nejrozšířenějších mechorostů v České republice. Jedná se o značně variabilní druh se širokou škálou stanovišť.

## Popis
Baňatka obecná roste v rozsáhlých tmavě zelených až žlutozelených polštářích. Její lodyžky jsou poléhavé, dlouhé do 2 cm, na koncích mohou být vztyčené. Mají nepravidelné keříčkovité větvení. Lístky vyrůstají ve šroubovici, za sucha jsou přiléhavé, ve vlhku šikmě odstávají. Jsou 2 mm až 3 mm dlouhé, široce vejčitého tvaru s pilovitým okrajem. Střední žebro zasahuje přibližně do jedné poloviny lístku. Štět je 20 až 30 mm dlouhý a nese hnědou tobolku, která je vodorovně až převisle postavená. Výtrusů je velké množství a dozrávají v zimě.

## Rozšíření a stanoviště
V Česku se jedná o velmi rozšířený druh. Který můžeme najít v lesích (např. na tlejícím dřevě, skalách, holé půdě), na loukách i střechách domů. Nachází se jak v nížinách tak ve výše položených oblastech a to do 1500 m n. m.
Ve světě ji můžeme najít v jižní části holarktické oblasti, v Austrálii, Oceánii, Střední Americe a v tropické i jižní Africe.